# Acronicta nigerrima
Acronicta nigerrima là một loài bướm đêm trong họ Noctuidae.